# Elisabeth Beck-Gernsheim
Elisabeth Beck-Gernsheim (Friburg de Brisgòvia, 14 d'octubre de 1946) és una sociòloga, psicòloga i filòsofa alemanya. L'any 1973, va obtenir la seva titulació com a doctora després d'haver estudiat sociologia, psicologia i filosofia. Posteriorment, es va graduar a la Universitat de Múnic l'any 1987. També, ha estat professora a la Universitat d'Erlagen-Nuremberg.
La principal investigació i estudi d'Elisabeth Beck són els canvis socials i la situació canviant de la institució de la família, la qual ha publicat un gran nombre de llibres i assajos de ciències humanes i socials. En moltes de les seves obres, va col·laborar el seu difunt marit Ulrich Beck, que també fou sociòleg.
No obstant això, la seva investigació també es basa en l'estudi de la migració i l'etnicitat, les relacions familiars i de gènere, en les conseqüències de la tecnologia i com aquesta es pot aplicar en el camp de la medicina.

## Biografia
Elisabteh Beck, va estudiar sociologia, psicologia i filosofia a Múnic des de l'any 1966 a l'any 1973. En finalitzar els seus estudis, l'any 1973 va realitzar un doctorat a Múnic, Alemanya. Aquest mateix any, va rebre una beca de la fundació Studienkreis. Tanmateix, també va fer un viatge a l'Índia on va dur a terme un estudi de recerca com a professora visitant.
L'any 1987 es va habilitar com a doctora med. RER. pol. habil. a Múnic. Des del 1988 fins al 1990, l'autora va rebre una beca a Heisenberg de la Fundació Alemanya d'Investigació Científica, la qual les seves sigles són DFG.
Tanmateix, entre els anys 1991 i 1993, Beck va formar part del professorat visitant a les Universitats de Giessen i Múnic. Pel que fa al càrrec de docent, va ser professora de Sociologia de la Universitat d'Hamburg des de l'any 1993 fins a l'any 1994. L'any següent, des del 1995 fins a l'any 1996 va ser membre de la Universitat de Cardiff a Gal·les, el Regne Unit.
No obstant això, l'autora va ser catedràtica de Sociologia a la Universitat d'Erlangen-Nuremberg durant cinc anys, del 1994 - 2009. També, fou membre de la institució de Wissenschaftskolleg a Berlín des del 1996 fins al 1997.
Elisabeth Beck, va col·laborar amb l'Institut d'Investigacions Socials d'Hamburg des del 2009 al 2012. A més a més, l'autora va ser professora visitant de NTNU: Universitat de Noruega de Ciència i Tecnologia.
Durant els anys 2013 - 2016 Elisabeth va ser investigadora postdoctoral de l'Institut d'Estudis Cosmopolites de la Universitat de Múnic i des del 2016 és catedràtica superior a la Universitat Goethe de Frankfurt.

## Obres
- The social implications of Bioengineering

Beck, E. (1995). The Social Implications Of Bioengineering. Amherst: Prometheus Books.
- El normal caos del amor

Beck, E., & Beck, U. (2001). El normal caos del amor. Barcelona: Paidós.
- La individualización

Beck, E., & Beck, U. (2003). La individualización. Barcelona: Paidós.
- La reinvención de la família

Beck, E. (2003). La reinvención de la família. Barcelona: Paidós.
- Generación global

Beck, E., & Beck, U. (2008). Generación global. Barcelona: Paidós.
- Amor a distancia

Beck, E., & Beck, U. (2012). Amor a distancia. Barcelona: Paidós.

## Descripció de les obres més rellevants[calcitació]
Elisabeth Beck va escriure juntament amb la col·laboració del seu difunt marit, el sociòleg Ulrich Beck, El normal caos de l'amor. Posteriorment, l'autora va publicar La reinvenció de la família (a la recerca de noves formes de convivència). Aquests dos llibres són uns dels més rellevants de totes les seves obres i reflecteixen les idees principals de la seva investigació sobre els canvis socials i la situació canviant de la família.

### El normal caos de l'amor
El normal caos de l'amor es va escriure l'any 1990 i es va publicar a Espanya el 1998 per l'editorial El Roure. L'última edició d'aquest llibre, fou publicada per l'editorial Paidós a Barcelona l'any 2001. La principal idea que volen transmetre els autors a través d'aquest llibre són les noves formes de relacions socials i amoroses en l'actualitat.
L'obra està composta per sis capítols en els quals s'expressen les idees i pensaments dels dos autors sobre les noves formes de relacions socials, de vida i d'amor manifestades en els últims anys.
A partir de la pèrdua de les identitats socials tradicionals, sorgeixen les contradiccions dels rols de gènere entre l'home i la dona. Així doncs, la societat comença a canviar superficialment i profundament. És per aquest motiu, que els autors analitzen la situació actual i les relacions socials que comporten. Defineixen el canvi actual com el pas d'una situació on la norma habitual és la família única i per a tota la vida, a una altra on la família té una àmplia diversitat on existeixen diferents famílies temporals o formes de convivència no familiars. No existeix només la substitució d'una alternativa per una altra sinó la coexistència d'una creixent diversitat de possibilitats.
"Dicho de otro modo y con referencia a nuestro campo temática: lo que es, significa, debería y podrá ser la familia, el matrimonio, la paternidad, la sexualidad, el erotismo y el amor ya no pueden ser presupuesto, preguntado o anunciado de forma obligatoria, sino que varía en cuanto a contenidos, delimitaciones, normas, moral y posibilidades incluso de individuo a individuo, de relación en relación y tiene que ser descifrado, negociado, acordado y fundamentado en todos sus detalles del cómo, qué, por qué y por qué no, aunque de esta manera se despierten y desaten los demonios que duermen en todos los detalles. Los mismos individuos que quieren convivir son, o dicho de manera más precisa, se convierten cada vez más en los legisladores de su propia vida... ".
Tanmateix, destaca el concepte d'amor i matrimoni, ja que en l'obra, es presenten com el nou fonamentalisme modern, com uns substituts de la religió. L'obra considera l'amor com un assoliment de la societat moderna i té l'emancipació com una de les seves característiques d'identitat davant les regles tradicionals de vida. El que succeeix en la vida privada i personal és una conseqüència de la modernitat i la dinàmica de llibertat que genera. Així doncs, critica l'empirisme cec que ignora la transformació de les formes estructurals de la família.
No obstant això, les dinàmiques d'individualització i igualtat qüestionen les possibilitats que tenen dues persones lliures i iguals de mantenir una unió amorosa. Per aquest fet, el llibre descriu les possibilitats il·limitades d'estimar però sobretot, posa èmfasi en el fet que no s'ha de pensar que l'amor comporta la realització i la satisfacció total de l'individu, ja que hi ha la idea sobrevalorada de l'amor idealitzat.
A més, els autors transmeten el concepte de què existeix una guerra quotidiana dins, abans o després del matrimoni. L'increment de la igualtat ens consciència més de les desigualtats que persisteixen. Aquestes desigualtats incrementen més conscients i menys legítimes. Aquestes, fan referència al matrimoni i a la sexualitat i com aquests factors influeixen en la societat.
Altres aspectes de vital importància, són la igualtat en l'àmbit de la formació educativa, el mercat laboral i el treball. Per tal d'aconseguir la idea de la igualació revolucionària d'oportunitats igual entre gèneres dins dels àmbits anomenats anteriorment, cal intentar explicar que les relacions entre els gèneres van més enllà del que poden ser les relacions entre temes de sexualitat, estima, matrimoni, maternitat i paternitat, feina, desigualtat, política, economia, etc.
Com a punt final, es vol remarcar que quan totes aquestes idees es fan conscients sorgeixen les possibilitats i obligacions d'escollir i, sobretot, distingir les desigualtats reals, i les causes de la presa de consciència sobre elles.

### La reinvenció de la família (a la recerca de noves formes de convivència)
L'obra La reinvenció de la família (a la recerca de noves formes de convivència) va ser publicada l'any 2003. El llibre es compon de sis capítols els quals es desglossen en diferents punts.
La hipòtesi principal que l'obra demostra, és que la família ha canviat de forma important durant els últims anys i que la representació familiar la qual tenim sobre la "família tradicional", ja no serveix per explicar aquestes mutacions. Durant la lectura de l'obra, es pot apreciar fins a quin punt les pautes dins de les relacions familiar, han patit canvis estructurals.
Durant el desenvolupament de l'obra, es pot veure que una de les claus conceptuals que, segons Beck, permeten explicar diferents canvis dins de l'organització familiar és l'important fenomen de la "individualització". Tot i que l'autora no descriu aquest fenomen, podem interpretar aquest com el procés a través del qual els diferents vincles grupals o col·lectius que havien existit dins de les societats tradicionals, a poc a poc, es van incorporant dins de les societats modernes actuals, donant així, protagonisme a l'existència individual.
La seva importància quantitativa es redueix i inclús van apareixent nous models de relacions que no han de per què apuntar en una vida solitària, sinó a llaços d'una altra categoria. També, es mostren així formes de transició que estableixen les característiques del que s'està començant a dir "la família post familiar".
La conclusió, en la qual arriba l'autora, es mostra des de les primeres pàgines del llibre: reformula molts dels conceptes essencials respecte a la família la qual cosa tindrà evidents conseqüències, no només per als estudiants/es de la sociologia del comportament familiar, sinó també per al dret de família.
La lectura del llibre reforça la impressió en demostrar la gran quantitat d'arguments que guarden relacions amb certs drets fonamentals dins dels canvis que afecten la família i a la seva respectiva convivència.